# Fissidens newcomeri
Fissidens newcomeri là một loài Rêu trong họ Fissidentaceae. Loài này được E.B. Bartram mô tả khoa học đầu tiên năm 1954.